# Wilhelm von Nolcken
Freiherr Johann Heinrich Wilhelm von Nolcken (* 18. Augustjul. / 30. August 1813greg. in Hasik auf Oelsel; † 5. Februar 1898 in Dresden) war ein russischer Ingenieur-Generalmajor und deutsch-baltischer Lepidopterologe.

## Leben

### Herkunft
Wilhelm war Angehöriger des Adelsgeschlechts von Nolcken. Seine Eltern waren der livländische Landgerichtssekretär und Erbherr auf Pichtendahl und Lodenhof sowie Mitbesitzer von Hasik, Freiherr Hermann von Nolcken und Jeanette von Kräfting a.d.H. Kaunispäh.

### Werdegang
Nolcken stand 1833 als Leutnant und 1858 als Oberst in russischen Diensten. Bald darauf hat er als Generalmajor seinen Abschied erhalten.
Er war Besitzer der Güter Pichtendahl und Rotziküll auf Ösel, sowie auf Halswigshof in Kurland.
Als Lepidopterologe unterhielt Nolcken internationale Beziehungen, besonders enge zu Philipp Christoph Zeller in Meseritz. In den Jahren 1870 und 1871 unternahm er zwei lepidopterologische Sammelreisen nach Südamerika. Er Mitgründer und Ehrenmitglied des Naturforschenden Vereins zu Riga sowie Präses des Vereins zur Kunde Ösels.
Es war sein Verdienst, dass die russischen Ostseeprovinzen noch im 20. Jahrhundert als „lepidopterologisch am besten erforscht“ galten, wie Hans Kauri es ausdrückte.

### Familie
Nolcken vermählte sich mit Eudoxia Prochorowna Kantemirowa († 1900). Aus der Ehe hervor gingen ein jung verstorbener Sohn Nikolai und die Tochter Sophie von Nolcken (* 1854), welche sich 1872 mit Baron Heimar von Nolcken (1835–1890) auf Halswigshof in Kurland vermählte.

## Werke
- Lepidopterologische Fauna von Estland, Livland und Kurland. In: Arbeiten des Naturforschenden Vereins zu Riga, Neue Folge, Heft 2–4, Riga 1868–1871.